# Delitti ai Tropici
Delitti ai Tropici (Tropiques criminels) è una serie televisiva francese trasmessa a partire dal 22 novembre 2019 su France 2 e, dalla seconda stagione, pubblicata in anteprima sulla piattaforma di streaming Salto.
In Italia la prima stagione è andata in onda con il titolo Deadly Tropics dal 19 novembre al 10 dicembre 2020 su Fox Crime. Dalla seconda stagione è trasmessa su Sky Investigation dal 29 novembre 2022. La prima stagione è andata in onda in chiaro su Rete 4 dal 4 luglio 2023 con il titolo Delitti ai Caraibi. La seconda stagione viene trasmessa in chiaro, sempre su Rete 4, da martedì 16 luglio 2024.

## Trama
Il comandante della Police Nationale Mélissa Sainte-Rose, originaria della Martinica, viene trasferita dalla Francia continentale a Fort-de-France, dove trova alle sue dipendenze il capitano Gaëlle Crivelli.  I rapporti sono tesi tra le due poliziotte, perché totalmente diverse nel loro comportamento, ma complementari per la risoluzione degli omicidi.

## Episodi
| Stagione         | Episodi | Prima TV Francia | Prima TV Italia |
| ---------------- | ------- | ---------------- | --------------- |
| Prima stagione   | 8       | 2019             | 2020            |
| Seconda stagione | 8       | 2021             | 2022            |
| Terza stagione   | 8       | 2022             | 2023            |
| Quarta stagione  | 8       | 2023             | 2024            |
| Quinta stagione  | 8       | 2024             | 2025            |
| Sesta stagione   | 8       | 2025             | 2025            |

## Personaggi e interpreti
- Mélissa Sainte-Rose, interpretata da Sonia Rolland, doppiata da Jessica Bologna.
- Gaëlle Crivelli, interpretata da Béatrice de la Boulaye, doppiata da Alessandra Cerruti.
- Aurélien Charlery, interpretato da Julien Béramis, doppiato da Andrea Lopez.
- Lionel Alzan, interpretato da Paul Lefevre, doppiato da Fabio Gervasi.